# Archidiecezja Reggio Calabria-Bova
Archidiecezja Reggio Calabria-Bova, łac. Archidioecesis Rheginensis-Bovensis – diecezja Kościoła rzymskokatolickiego we Włoszech, w metropolii Reggio Calabria-Bova.
Została erygowana w I wieku.